# Casa Aragon (Tétouan)
 (décembre 2020).
Casa Aragon appelée aussi Maison Aragon ou bien Dar Aragon (en arabe : 'دار أرغون' ) est une maison historique située dans la médina de Tétouan, classée au patrimoine mondial de l'UNESCO.

## Histoire
La maison Casa Aragon remonte au XVIIIe siècle et elle était la propriété de l'une des plus importantes familles de Tétouan d'origine andalouse. Elle a été restaurée dans le cadre du programme de coopération entre la région d'Andalousie et la ville de Tétouan.
La maison abrite aujourd'hui une association caritative pour les malvoyants.